# Darío Gandín
Darío Alejandro Gandín (Santa Fe, 7 dicembre 1983) è un ex calciatore argentino, di ruolo attaccante.

## Caratteristiche tecniche
È un centravanti.

## Palmarès
- Campionato argentino di seconda divisione: 1

Atl. Rafaela: 2002-2003